# Ладжанська
45°32′ пн. ш. 18°10′ сх. д. / 45.54° пн. ш. 18.16° сх. д.
Ладжанська (хорв. Lađanska) — населений пункт у Хорватії, в Осієцько-Баранській жупанії у складі міста Нашиці.

## Населення
Населення за даними перепису 2011 року становило 302 осіб.
Динаміка чисельності населення поселення:

## Клімат
Середня річна температура становить 11,07 °C, середня максимальна – 25,38 °C, а середня мінімальна – -5,91 °C. Середня річна кількість опадів – 699 мм.
| Клімат поселення                              | Клімат поселення | Клімат поселення | Клімат поселення | Клімат поселення | Клімат поселення | Клімат поселення | Клімат поселення | Клімат поселення | Клімат поселення | Клімат поселення | Клімат поселення | Клімат поселення | Клімат поселення |
| Показник                                      | Січ.             | Лют.             | Бер.             | Квіт.            | Трав.            | Черв.            | Лип.             | Серп.            | Вер.             | Жовт.            | Лист.            | Груд.            |                  |
| Середній максимум, °C                         | 5,79             | 8,02             | 12,58            | 17,15            | 22,10            | 25,38            | 25,28            | 24,72            | 20,56            | 15,22            | 9,30             | 5,36             |                  |
| Середня температура, °C                       | −0,07            | 2,19             | 6,71             | 11,30            | 16,26            | 19,51            | 21,37            | 20,80            | 16,61            | 11,30            | 5,40             | 1,40             |                  |
| Середній мінімум, °C                          | −5,91            | −3,7             | 0,87             | 5,46             | 10,40            | 13,68            | 17,44            | 16,90            | 12,71            | 7,40             | 1,50             | −2,49            |                  |
| Норма опадів, мм                              | 43               | 41               | 42               | 54               | 65               | 91               | 63               | 62               | 53               | 61               | 69               | 55               |                  |
| Середньомісячна швидкість вітру, м/с          | 2.20             | 2.40             | 2.70             | 2.60             | 2.30             | 2.14             | 2.10             | 1.90             | 1.90             | 2.00             | 2.10             | 2.20             |                  |
| Середньомісячна сонячна радіація, кДж/м²·день | 4219             | 6905             | 10800            | 15270            | 19336            | 21249            | 22238            | 20160            | 14880            | 9245             | 4763             | 3563             |                  |
| --------------------------------------------- | ---------------- | ---------------- | ---------------- | ---------------- | ---------------- | ---------------- | ---------------- | ---------------- | ---------------- | ---------------- | ---------------- | ---------------- | ---------------- |
| Джерело:                                      |                  |                  |                  |                  |                  |                  |                  |                  |                  |                  |                  |                  |                  |